# Der gelbe Schein
Der gelbe Schein ist ein deutsches Stummfilmmelodram von Victor Janson und Eugen Illés aus dem Jahr 1918.
Die historische Grundlage des Films war die Regelung im zaristischen Russland, dass die einzigen jüdischen Frauen, die sich in St. Petersburg permanent niederlassen durften, gelbe Identifikationsscheine besitzen mussten. Diese jedoch wurden nur an Prostituierte ausgegeben. Die Regelung wurde erst nach der Oktoberrevolution abgeschafft.

## Inhalt
Ein Dorf, irgendwo in Polen: Der verwitwete jüdische Pfandleiher Scholem Raab wird von seiner Tochter Lea aufopferungsvoll gepflegt. Ihr Lehrer Ossip Storki, der die Stadt verlässt, um als Erzieher in der Fremde tätig zu werden, besucht noch einmal den todkranken Scholem, der ihm ein geheimes Dokument überreicht: Lea ist in Wirklichkeit nicht seine Tochter. Vor Jahren brach eine russische Frau vor Scholems Haus mit einem Baby zusammen und Scholem und seine Frau nahmen beide bei sich auf. Am nächsten Tag war die Frau verschwunden und Scholem zog das Kind auf.
Nach dem Tod Scholems geht Lea für ein Medizinstudium nach St. Petersburg. Da sie keine Aufenthaltsgenehmigung besitzt, erhält sie keine Wohnung in der Stadt. Auf der örtlichen Polizeistation meldet sie sich für einen „gelben Schein“ an und wartet mit einer Gruppe von Prostituierten auf ihre Papiere, die ihr nach langer Wartezeit ausgehändigt werden. Als sie auf der Straße erschöpft zusammensinkt, hilft ihr die junge Vera, die sie bereits auf der Wache gesehen hat. Sie besorgt ihr ein Zimmer bei einer Frau, die auch ein „Ballhaus“ führt, das in Wirklichkeit eher einem Freudenhaus gleicht. Die Frau schlägt vor, dass Lea hin und wieder einige von ihr organisierte Feiern besucht.
Als Lea ihre Sachen auspackt, findet sie auch ein Buch wieder, das Ossip Storki ihr vor seiner Abreise geschenkt hatte. Es gehörte einst seiner nichtjüdischen Schwester Sofia – im Buch findet Lea zwischen den Seiten deren Ausweispapiere. Lea schreibt sich als Sofia Storki an der Universität ein, wo sie Medizinvorlesungen bei Professor Schukowski hört und schon bald zu den besten Studenten zählt. Sie beginnt als Sofia Storki, als die sie sogar einen Preis aus den Händen Professor Schukowskis erhält, eine Beziehung mit dem Studenten Dimitri, während sie als Jüdin Lea für ihre Vermieterin als Amüsierdame arbeiten muss.
Ihr Doppelleben wird aufgedeckt, als der Student Astanow, den sie auf einer der Feiern ihrer Vermieterin zurückgewiesen hat, sich an ihr rächt: Er bringt Dimitri mit zu einer Feier im Ballhaus, wo er Lea in der Gesellschaft von Männern sieht. Er stellt Lea als Lügnerin und Heuchlerin dar, woraufhin sie einen Selbstmordversuch unternimmt.
Ossip Storki hat in der Zeitung von der Preisverleihung an „Sofia Storki“ erfahren. Da seine Schwester schon lange verstorben ist, reist Ossip nach St. Petersburg, um die Identität der falschen Sofia in Erfahrung zu bringen. Er gelangt zu Professor Schukowski, auf dessen Schreibtisch eine Fotografie einer jungen Frau steht, die Lea zum Verwechseln ähnlich sieht. Es handelt sich dabei um Schukowskis frühere große Liebe Lydia. Sie wurde von ihm schwanger und obwohl Schukowski sie heiraten wollte, zerstörte sein Vater die Beziehung. Das einzige, was Schukowski wusste war, dass Lydia damals mit ihrem Baby die Stadt verlassen hatte. Es wird deutlich, dass Lea in Wirklichkeit die leibliche Tochter Schukowskis ist. Die schwer verletzte Lea wird auf der Straße gefunden und ins Krankenhaus gebracht, wo ihr Schukowski mit einer Operation das Leben rettet. Am Krankenbett kehrt Dimitri schließlich versöhnt zu Lea zurück.

## Produktion
Der gelbe Schein wurde zum Ende des Ersten Weltkriegs teilweise im jüdischen Nalewki-Viertel in Warschau gedreht. Polen war zu dem Zeitpunkt noch von deutschen Truppen besetzt. Andere Teile entstanden in den Ufa-Union-Ateliers Berlin-Tempelhof.
Der gelbe Schein war ursprünglich als Propagandafilm gegen das Russische Kaiserreich konzipiert worden. Der Film wurde jedoch erst am 22. November 1918 uraufgeführt, als das Zarenreich bereits untergegangen war. Der gelbe Schein ist heute „das frühe Beispiel eines Films mit einer studierenden Frau als Heldin und zugleich der erstaunliche Fall eines deutschen Propagandafilms mit philosemitischer Botschaft.“

## Kritik
Die zeitgenössische Kritik bewertete Der gelbe Schein als „seltsame Geschichte, [die] weit über durchschnittlicher Kinodramatik stehend, logisch, psychologisch und episodisch bis ins Kleinste begründet und eingeleitet, und damit für den anspruchsvollen Zuschauer in glaubwürdige Lebensnähe gerückt [ist].“
Die aktuellere Kritik sieht in Der gelbe Schein zwar einerseits das propagandistische Element – „während Russland als Hort der Rückständigkeit und des staatlich verordneten Antisemitismus erscheint, soll Deutschland im Umkehrschluss für religiöse Toleranz, Kultur und Fortschritt stehen“ – andererseits aber auch den historischen Wert: Der Film zeigt in Anfangsszenen das jüdische Viertel in Warschau vor der Zerstörung durch die Nationalsozialisten. Gelobt wurden neben der genauen Milieuschilderung auch die „publikumswirksame […] melodramatische […] Inszenierung und vor allem [die] vorzüglichen Schauspieler […], die dem Ensemble um Ernst Lubitsch entstammen“. Hervorgehoben wurde die schauspielerische Darstellung Pola Negris, die hier noch nicht auf den Typus des Vamps festgelegt war.